# Pierre Génébrier
Pierre Génébrier, né le 8 septembre 1870 à Saint-Germain-l'Herm (Puy-de-Dôme) et mort le 20 avril 1950 à Paris, est un haut fonctionnaire et homme politique français.

## Biographie
Avocat à la cour d'appel de Paris, attaché au cabinet de Jean-Baptiste Darlan, garde des Sceaux, en 1896, sous-préfet de Rocroi en 1898, de Rethel en 1899, de Béthune en 1904, d'Yvetot en 1905, préfet du Vaucluse en 1911, de la Savoie en 1913, du Finistère en 1917, du Loiret en 1920 et de la Loire en 1929.
Il est élu député du Puy-de-Dôme le 1er février 1931, en remplacement d'Eugène Chassaing, élu sénateur. Il est nommé directeur du contrôle, de la comptabilité et des affaires algériennes au ministère de l'Intérieur le 22 juillet 1932.

## Distinctions
- Commandeur de la Légion d'honneur (28 juillet 1933)[2]
- Officier de l'ordre du Mérite agricole

## Sources
- « Pierre Génébrier », dans le Dictionnaire des parlementaires français (1889-1940), sous la direction de Jean Jolly, PUF, 1960 [détail de l’édition]